# Benvenut Fuchs
Benvenut Fuchs (?-1799) byl františkán a pastoračně činný kněz působící v českých zemích. Jako františkán byl pravděpodobně zasažen josefínskými reformami, které uzavřely část františkánských klášterů a v dalších omezily počet řeholníků. Působil totiž mimo řád, aniž by z něj vystoupil, konkrétně jako pomocný kněz (kooperátor) v blíže neznámé farnosti. Snad to bylo někde na Moravě, neboť v místě zvaném „Walacho“, zřejmě tedy někde na Valašsku, také dle řádového nekrologia 6. prosince 1799 zemřel.
Jeho v té době prakticky nejnižší a nejhůře ohodnocená kněžská funkce kooperátora – pomocného kněze se odvíjela spíše od nedostupnosti vyšších a finančně výhodnějších církevních úřadů, u nichž bývaly nezřídka uplatňovány osobnostní zájmy a kontakty, než od Fuchsových schopností. Dva roky před smrtí a po zřejmě více než deseti letech mimo klášter mu totiž byla tiskem vydána kniha Weystraha od wsselikého Bludu skrze Přeswědčenj ze Slowa Božjho: že Učenj Sw. Sněmu Tridenského ... prawdiwé ... gest. Jak název napovídá, jednalo se o obhajobu katolické církevní nauky určenou díky přístupné češtině širšímu gramotnému lidu. Dílo mohlo souviset s Fuchsovým působením na Valašsku, kde se evangelická víra udržovala dlouho i přes její zákazy v rekatolizačním období.